# Palästinensischer Reisepass
Der Reisepass der Palästinensischen Autonomiebehörde (arabisch جواز سفر Dschawaz safar, DMG Ǧawāz safar) ist das Ausweisdokument, das von der palästinensischen Autonomiebehörde seit 1995 gemäß den Oslo-Verträgen von 1993 ausgestellt wird.
Dieses Dokument ist nur für Auslandsreisen notwendig und darf nur Besitzern einer palästinensischen Bevölkerungsregisteridentitätsnummer ausgestellt werden. Der Pass ersetzt nicht den Identitätsausweis, der trotzdem mitzuführen ist. Er hat momentan eine Gültigkeit von fünf Jahren. Mit einem gültigen Reisepass ist die Wiedereinreise in die palästinensischen Gebiete möglich.

## Ausreisekarte

Palästinensische Ausreisekarte

Für Grenzübertritte nach Jordanien über die Allenby-Brücke genügt eine spezielle Abschrift des Identitätsausweises, Tasrich genannt. Auch wer im Besitz eines neuen Passes ist, sollte vorsorglich so ein Dokument machen lassen, da es oft mehrere Tage dauert, bis die Israelis ihre Kopie des Passdatenregisters der Palästinenser in ihrem System an der Grenze synchronisiert und parat haben, und bis dahin kein Grenzübertritt möglich ist.

## Doppelstaatsbürger

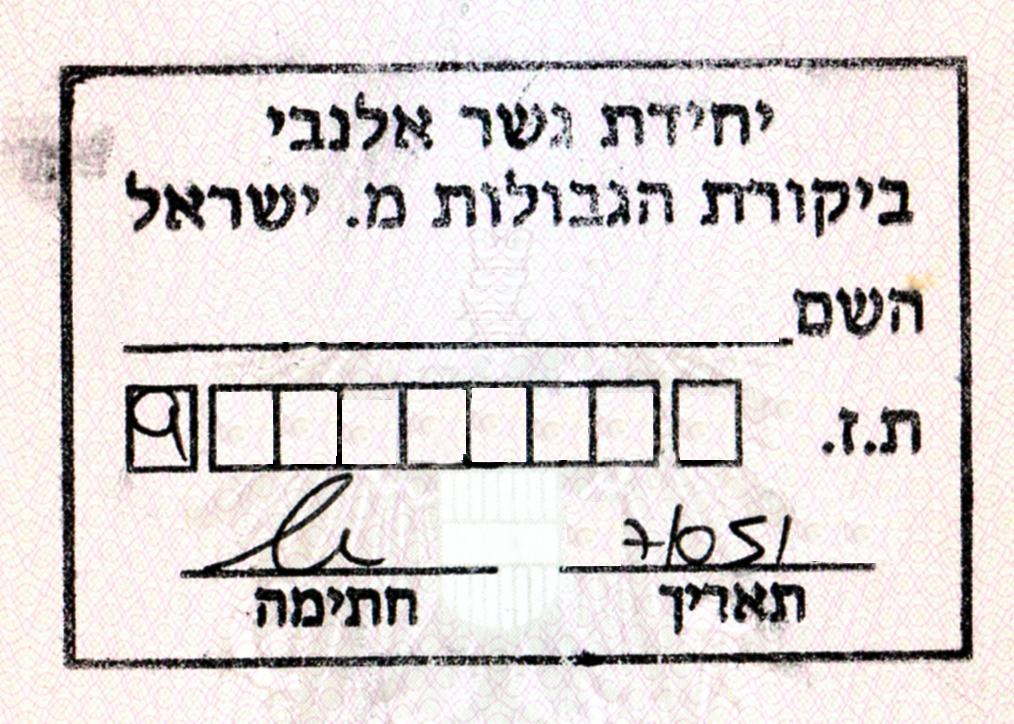
Stempel mit der ID-Nummer, den Palästinenser von Israel in ihren neuen ausländischen Pass erhalten

Palästinenser, die eine (andere) Staatsbürgerschaft angenommen haben, aber im Besitz einer von Israel verwalteten ID-Nummer sind, können bei der Einreise nur den palästinensischen Pass verwenden. Die neue Staatsbürgerschaft wird von Israel nicht anerkannt, kann jedoch hilfreich sein. Sie sind daher gezwungen zwei Pässe zu führen, wenn sie in die alte Heimat reisen wollen. Durch Namensänderung (z. B. durch Heirat) im neuen Staat können die beiden Pässe auch auf unterschiedliche Namen ausgestellt sein. Auf jeden Fall wird in jeden neuen ausländischen Pass bei der ersten Einreise ein Vermerk auf das Vorhandensein einer ID-Nummer gestempelt. Eingetragen werden Name und ID-Nummer laut Identitätsausweis in hebräischer Schrift. Damit soll bei Kontrollen sofort auffallen, dass der Träger des Passes nicht als Ausländer gilt. Auch die Einreise nach Jordanien muss mit dem palästinensischen Pass erfolgen, wenn man über die Allenbybrücke weiter reisen möchte, außerdem erspart man sich die Visumgebühr, die von Palästinensern nicht erhoben wird.
Da Palästinenser als staatenlos gelten, sind sie auch nicht von der Verpflichtung betroffen, die alte Nationalität abzulegen bzw. um Erlaubnis zur Doppelstaatsbürgerschaft anzusuchen (z. B. in Österreich binnen Zweijahresfrist gemäß § 28 StbG).

## Erscheinungsbild
Der palästinensische Pass besteht seit April 2009 aus einem schwarzen Umschlagdeckel, an dem das Wappen der Autonomiebehörde, sowie die Aufschrift „Palästinensische Autonomiebehörde“ und „Pass“ auf Arabisch und Englisch in Goldfarbe gedruckt sind. Nachdem Israel angekündigt hat, keine Dokumente mit der Aufschrift „State of Palestine“ zu akzeptieren, blieb dies auch nach der offiziellen Umbenennung 2013 so. Darunter steht noch „Travel Document“, für Staaten, wie die USA, die diesen Begriff für das Dokument bevorzugen, da es kein Nachweis einer Staatsbürgerschaft ist.
Der Pass besteht aus 48 Seiten und besitzt Sicherheitsmerkmale der Europäischen Union und ICAO, seit 2023 ist er auch biometrisch und hat das entsprechende Chip-Symbol aufgedruckt. Im Unterschied zum Identitätsausweis gibt es keinerlei Vordrucke und Einträge in hebräischer Sprache.
Die Daten werden sowohl in arabischer als auch lateinischer Schrift gedruckt, neben dem eigenen Vornamen sind auch die Vornamen des Vaters, des Großvaters und der Mutter angegeben. Zudem sind die ID-Nummer und der Beruf eingetragen.
Bis 2023 war der Pass gemäß arabischer Schreibrichtung gebunden (öffnete nach links), mit Einführung des Biometrischen Passes ist dies nicht mehr der Fall.
Auf der zweiten Seite (Umschlag innen) ist die Rechtsgrundlage für den Pass in arabischer und englischer Sprache angegeben:
„THIS PASSPORT/TRAVEL DOCUMENT IS ISSUED PERSUANT TO THE PALESTINIAN SELF GOVERNMENT AGREEMENT ACCORDING TO OSLO AGREEMENT SIGNED IN WASHINGTON ON 13/9/1993.“ („PERSUANT“ ist dabei falsch geschrieben, es muss „PURSUANT“ heißen.)
Deutsche Übersetzung: Dieser Pass/Reisedokument ist ausgestellt gemäß der palästinensischen Autonomie-Vereinbarung laut Oslo-Vertrag, unterzeichnet am 13. September 1993 in Washington.
Nach der UN-Abstimmung am 29. November 2012, durch die dem Staat Palästina der Beobachterstatus gewährt wurde, beschloss zwar die Autonomiebehörde im Januar 2013 ihre Umbenennung in „Staat Palästina“, aber aus Sorge über die Nichtanerkennung von mit diesem Namen ausgestellten Pässen durch Israel, wird dieser Name auf diesen noch nicht gedruckt.

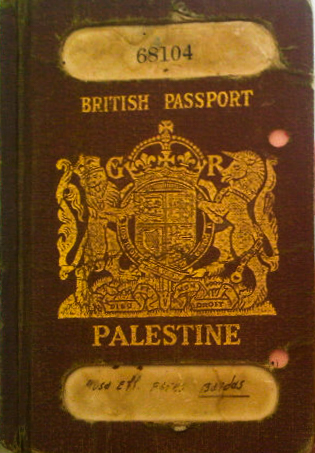
Britischer Mandatspass für Palästina

Erste grüne Version des pal. Reisepasses März 1995 bis März 2009

## Geschichte
Unter dem britischen Mandat vom 1. Juli 1920 bis 14. Mai 1948 gab es als Reisedokument eigene britische Mandatspässe für ganz Palästina mit der Bezeichnung „British Passport - Palestine“. Mit diesem Pass war man jedoch nicht britischer Staatsbürger.
Von 1948 bis 1967 erhielten Palästinenser im Westjordanland jordanische Pässe, die jedoch auch spezielle Einträge enthielten, die den Pass von denen der Bürger des Stammlandes unterschieden. Bewohner des Gazastreifens erhielten nur Reisedokumente der ägyptischen Militärverwaltung. Palästinenser, die in Israel geblieben waren, erhielten 1952 die israelische Staatsbürgerschaft und bekamen (bis 1966 mit Einschränkungen) israelische Reisepässe. Siehe dazu: Arabische Israelis.
Von 1967 bis 1995 konnten Palästinenser in den von Israel besetzten Gebieten nur mit jordanischen Pässen oder Reisepapieren für Staatenlose verreisen. Zuerst konnten sie dadurch auch die jordanische Staatsbürgerschaft erwerben. Seit 31. Juli 1988 werden jordanische Pässe aber nur noch als Reisedokument ausgegeben, eine jordanische Staatsbürgerschaft ist damit nicht gegeben. Diese Pässe sind auch jetzt noch erhältlich. Dies gilt auch für die meisten der 250.000 Palästinenser Ostjerusalems, die offiziell staatenlos sind, denn nur 12.000 von ihnen haben zwischen 1967 und 2007 die israelische Staatsbürgerschaft angenommen und gelten für Israel nicht mehr als Palästinenser. Palästinensische Ostjerusalemer können neben jordanischen auch israelische Reisepapiere bekommen.
Die Ausgabe der Pässe durch die Autonomiebehörde an Privatpersonen begann am 2. April 1995, den ersten Diplomatenpass mit der Unterschrift Jassir Arafats erhielt Saeb Erekat einen Tag davor.
Bis März 2009 waren die Pässe dunkelgrün und nur drei Jahre gültig. Passbilder für Frauen hatten roten, für Männer blauen Hintergrund zu haben. Hergestellt wurden die Pässe in Frankreich.
Zuerst gab es nur eine einzige Druckerei in Gaza, die alle Pässe ausstellte. Die Unterlagen bzw. die fertigen Pässe fürs Westjordanland mussten dazu via Israel verschickt werden, was zu längeren Wartezeiten bei der Ausstellung führte, vor allem während der Zweiten Intifada. Seit 2006 gibt es auch in Ramallah eine Druckerei und die Ausstellung dauert manchmal nur noch einen Tag. Der Grund dafür, dass sich ein so kleines Land zwei Passdruckanstalten leistet (zum Vergleich: Österreich benötigt nur eine bei viel mehr Reisepässen), ist jedoch ein anderer:
Seit der Machtübernahme der Hamas im Gazastreifen besteht die Regierung in Ramallah darauf, dass alle Pässe nur von durch sie bestellten Beamten ausgestellt bzw. bestätigt werden. Dies wurde jedoch im Innenministerium von Gaza abgelehnt. Die Lieferung von leeren Pässen nach Gaza wurde daraufhin eingestellt. Damit werden momentan alle neuen Pässe nur in Ramallah ausgestellt. Die Übermittlung der Anträge und Pässe müssen sich die Antragsteller jedoch privat organisieren. Dies führte dazu, dass in Gaza Pässe verlängert werden. Dafür gibt es zwar eine eigene Seite, die ist aber in der Praxis nicht in Verwendung. Diese Pässe werden daher auch nur von wenigen Ländern anerkannt. Ramallah will mit dieser Maßnahme kontrollieren, wer einen neuen Pass bekommt und wer nicht und hat dafür angeblich eine Schwarze Liste mit kolportierten 30.000 Namen.
2016 beschloss man den Biometrischen Pass einzuführen und bestellte die entsprechenden Geräte in Frankreich. Trotz Genehmigung von Israel wurden die Ausrüstung nach Ankunft in Ashdod von 2018 bis Anfang 2021 zurückgehalten.
Erst im März 2023 wurde der erste neue Pass ausgegeben. Dabei wurde auch die Leserichtung geändert (der Pass öffnet jetzt nach links). Fotos und Fingerabdrücke werden direkt in den inzwischen auf Gemeindeebene installierten Servicecentern aufgenommen und direkt gespeichert. Die Ausstellung dauert nur zwei Tage und kostet ca. 120 ILS.

## VIP-Pässe
Immer wieder wurden medienwirksam Pässe an Politiker und Künstler ausgegeben, die keine Palästinenser sind, z. B.: George Galloway (GB), Daniel Barenboim (IL), Kair Willoch (N). Diese sind als Ehrenstaatsbürgerschaft (eines nicht vorhandenen Staates) zu verstehen und werden von Israel nicht anerkannt.